# Intimate and Live Tour
Turneul Intimate and Live a fost un turneu susținut de Kylie Minogue în 1998 pentru promovarea albumului Impossible Princess. Turneul a vizat numai Australia (singura țară unde albumul avusese succes cu adevărat) și Regatul Unit.

## Lista pieselor
1. „Too Far”
2. „What Do I Have To Do”
3. „Some Kind of Bliss”
4. „Put Yourself in My Place”
5. „Breathe”
6. Take Me With You
7. „I Should Be So Lucky”
8. „Dancing Queen”
9. „Dangerous Game”
10. „Cowboy Style”
11. „Step Back In Time”
12. „Say Hey”
13. „Free”
14. „Drunk”
15. „Did It Again”
16. „Limbo”
17. „Shocked”
18. „Confide in Me”
19. „Locomotion”
20. „Should I Stay Or Should I Go”
21. „Better the Devil You Know”

## Datele turneului
| Data           | Oraș      | Țara      | Locația                       |
| -------------- | --------- | --------- | ----------------------------- |
| Australia      |           |           |                               |
| 2 iunie 1998   | Melbourne | Australia | Palais Theatre                |
| 3 iunie 1998   | Melbourne | Australia | Palais Theatre                |
| 3 iunie 1998   | Melbourne | Australia | Palais Theatre                |
| 6 iunie 1998   | Brisbane  | Australia | Brisbane Entertainment Centre |
| 8 iunie 1998   | Sydney    | Australia | Capitol Theatre               |
| 9 iunie 1998   | Sydney    | Australia | Capitol Theatre               |
| 10 iunie 1998  | Sydney    | Australia | Capitol Theatre               |
| 11 iunie 1998  | Sydney    | Australia | Capitol Theatre               |
| 14 iunie 1998  | Adelaide  | Australia | Thebarton Theatre             |
| 15 iunie 1998  | Adelaide  | Australia | Thebarton Theatre             |
| 17 iunie 1998  | Melbourne | Australia | Palais Theatre                |
| 18 iunie 1998  | Melbourne | Australia | Palais Theatre                |
| 20 iunie 1998  | Sydney    | Australia | Sydney State Theatre          |
| 21 iunie 1998  | Sydney    | Australia | Sydney State Theatre          |
| 22 iunie 1998  | Sydney    | Australia | Sydney State Theatre          |
| 29 iunie 1998  | Canberra  | Australia | Royal Theatre                 |
| 1 iulie 1998   | Sydney    | Australia | Capitol Theatre               |
| 3 iulie 1998   | Melbourne | Australia | Palais Theatre                |
| 4 iulie 1998   | Melbourne | Australia | Palais Theatre                |
| Marea Britanie |           |           |                               |
| Data           | Oraș      | Țara      | Locația                       |
| 29 iulie 1998  | Londra    | Anglia    | Shepherds Bush Empire         |
| 30 iulie 1998  | Londra    | Anglia    | Shepherds Bush Empire         |
| 31 iulie 1998  | Londra    | Anglia    | Shepherds Bush Empire         |